# Fred Kruger

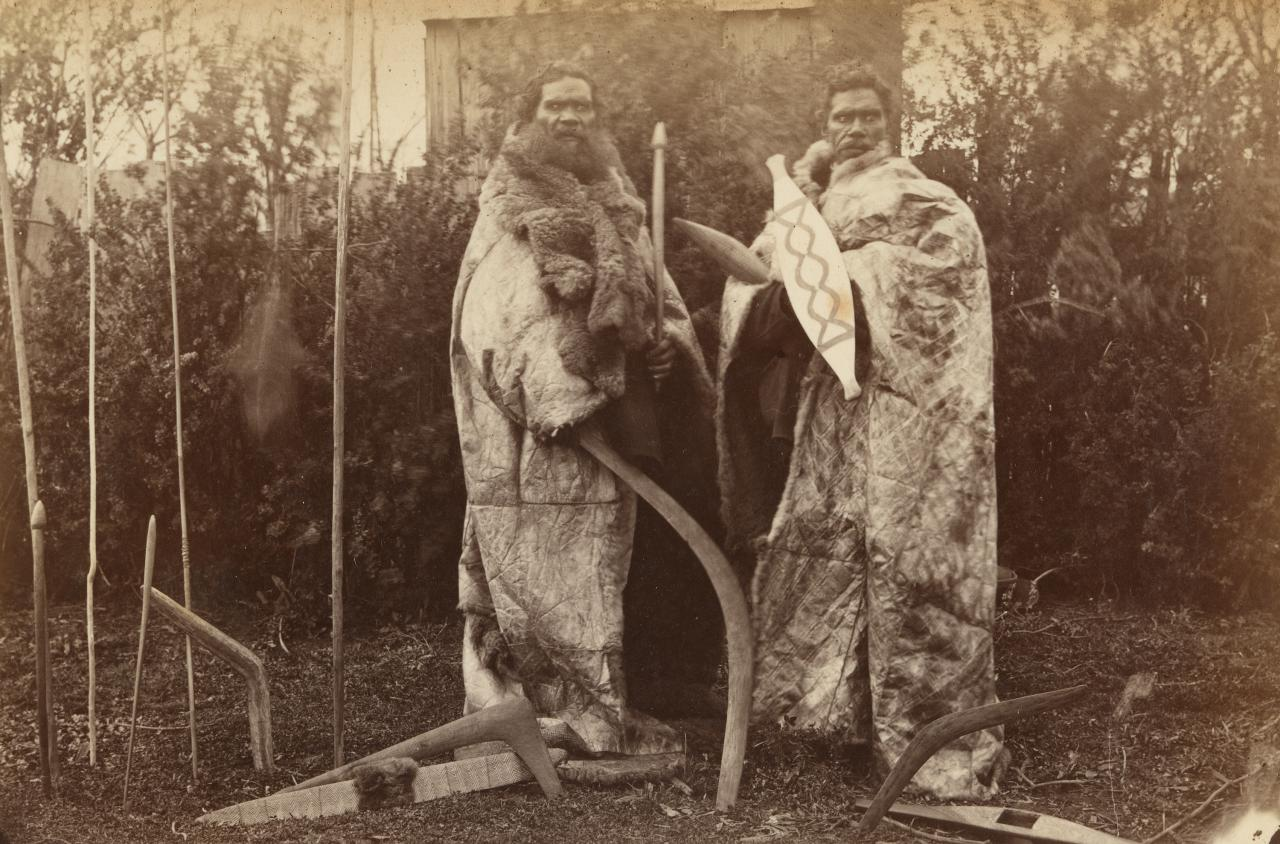
Viktoriánský domorodec s válečným nářadím (kolem roku 1883) od Freda Krugera

Fred Kruger (rozený Johan Friedrich Carl Kruger; 18. dubna 1831, Berlín – 15. února 1888) byl australský fotograf německého původu známý svými ranými fotografiemi krajiny a domorodých obyvatel ve Victorii v Austrálii.

## Migrace z Německa do Austrálie
Kruger se narodil v dělnické rodině 18. dubna 1831 na adrese Steingassestrasse 16, Berlín, Německo, a byl pokřtěn jako Johān Friedrich Carl Krüger. Živil se jako čalouník a v roce 1858 si vzal Augustu Wilhelminu Elisabethu Baumanovou v kostele Friedrichwerder v Berlíně. Podle některých zdrojů se jeho manželka a syn odstěhovali do Victorie, Austrálie 23. dubna 1863, nějaký čas po jeho vlastním příjezdu. Zpočátku se stal partnerem v nábytkářském podniku, který jeho bratr Bernard založil v Rutherglenu v roce 1854. Kruger se následně stal jediným vlastníkem podniku, ale pak jej prodal před rokem 1866, kdy se stal truhlářem v Taradale.

## Fotografická kariéra
V roce 1866 Kruger poprvé zaregistroval svou fotografickou firmu na adrese Cardigan Street 133, Carlton, Melbourne, než ji v srpnu 1867 přestěhoval na High Street, Prahran, Melbourne, kde pokračoval až do roku 1871, poté se přestěhoval do Prestonu na High Street a znovu na Regent Street na předměstí.
Během tohoto období Kruger dosáhl mezinárodního uznání díky své krajinářské fotografii, včetně udělení medailí na vídeňské výstavě 1872 a Světové výstavě ve Philadelphii roku 1876. Stal se prvním fotografem, který v roce 1866 pořídil skupinové fotografie prvního domorodého kriketového týmu, což se stalo jedním z jeho nejuznávanějších snímků, a následně byl v roce 1877 pověřen Úřadem pro ochranu domorodců vytvořit sbírku prací včetně portrétů domorodých obyvatel rezervace Coranderrk, domorodé rezervace provozované koloniální vládou Victorie, který byl zveřejněn v roce 1883. Kruger získal více cen; zlatou medaili za nejlepší sbírku fotografií krajin a další, za nejlepší panoramatický pohled na Geelong, na výstavě Geelong Industrial and Juvenile Exhibition v roce 1879.
V březnu 1879 Kruger fotografoval skupiny obyvatel Geelongu a zajistil, že každá osoba mohla být snadno identifikována v jeho detailních pohledech, jako to udělal při fotografování veslařské posádky Corio Bay v listopadu 1879.

## Přijetí
Krugerova díla jsou držena ve většině národních sbírek včetně takových jako jsou Australská národní galerie, Australská národní knihovna a Národní galerie Victoria, kde po sobě jdoucí kurátoři poskytují komentář k jeho snímkům. Jennie Boddingtonová v roce 1980 pozorovala Krugerovo zachycení významných detailů v jeho scénách:
"Stejně jako Atget, [Kruger] ukazuje bystré vědomí pozorovatele, který zachytil let ročních období a každodenní úmorný běh dějin. Se svým vybavením ve fotografickém vozíku urazil mnoho mil... trpělivě sbíral stovky snímků neposkvrněné a neokázalé pravdivosti. Musíme se pozorně dívat, abychom získali plnou hodnotu jeho smyslu pro historii: v malých detailech v nesčetných pohledech, kde obvykle v dolním popředí, jsou malé figurky, které pořídil, aby nám vyprávěl o těchto lidech, časech a místech, s velkým množství cenných vizuálních informací."

Také Dr. Isobel Crombie, kurátorka fotografie NGV v roce 2012 souhlasila:
"Krugerův široký pohled ukazuje jeho sofistikované chápání toho, jak lze vytvořit obraz, aby podpořil estetiku. Umisťoval lidi strategicky po celé fotografii a v mírném odstupu tak, aby byli součástí, spíše než dominantní postavou, složitého vizuálního zobrazení zalidněné krajiny. Kruger také dbal na to, aby jasně formuloval každý prvek, a tato jasnost se velmi zamlouvala vkusu devatenáctého století...“

## Geelong a pozdější život

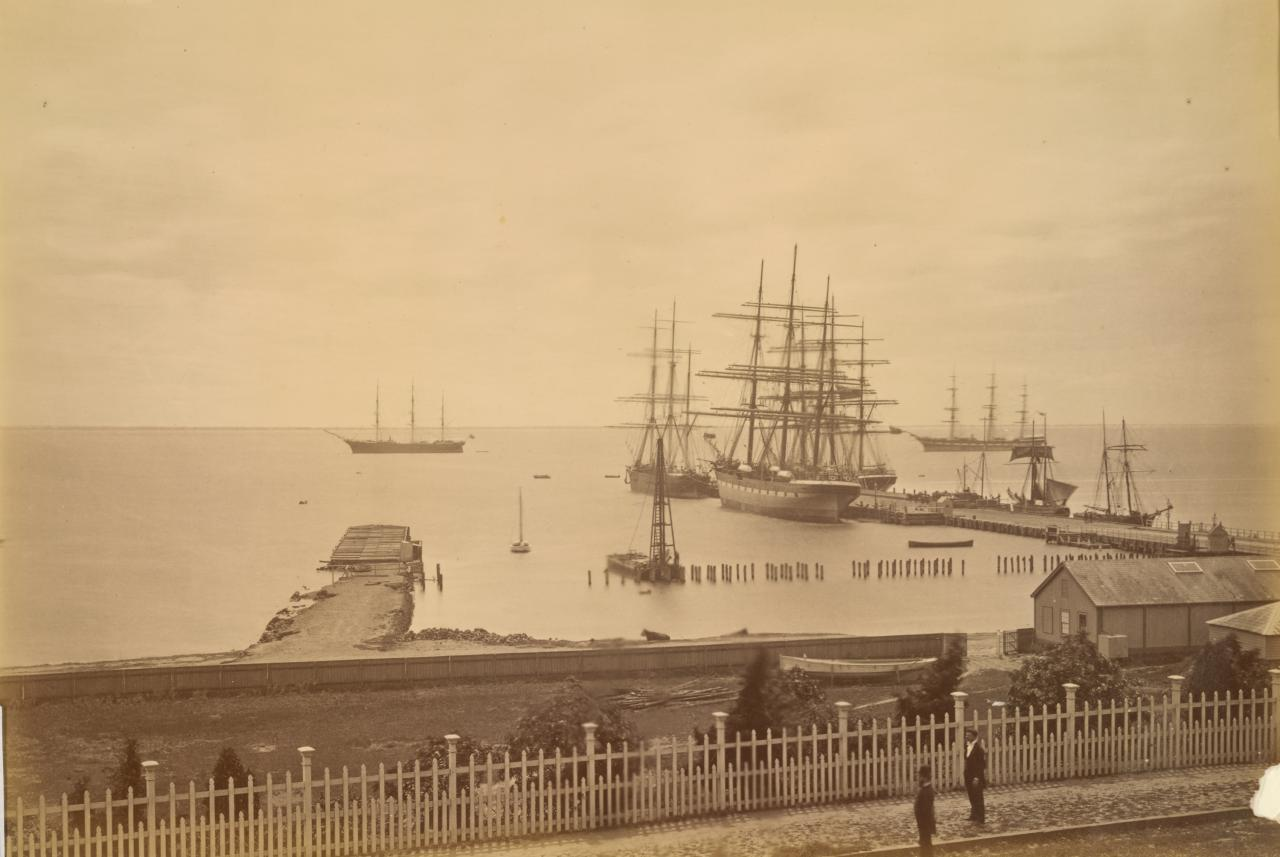
Yarra Street wharves, Geelong (asi 1878)

Kruger se poté usadil v Geelongu natrvalo a jeho fotografický ateliér byl zaregistrován 29. prosince 1887 na Skene Street, na předměstí Geelongu v Newtownu. V roce 1880 vytvořil kolekci dvanácti pohledů na ulice a budovy Geelongu, za což získal cenu na mezinárodní výstavě v Melbourne (1880). Vláda Victorie ho pověřila, aby nafotil Yan Yean Waterworks pro koloniální a indickou výstavu v Londýně. Kruger získával zakázky od majitelů domů k fotografování jejich domovů, z nichž nejznámější byla od Lady Lochové, manželky guvernéra.
Kruger třikrát navštívil region Queenscliff v letech 1881, 1882 a 1885, přičemž zachytil pohledy na budovy osady a její přímořské prostředí.

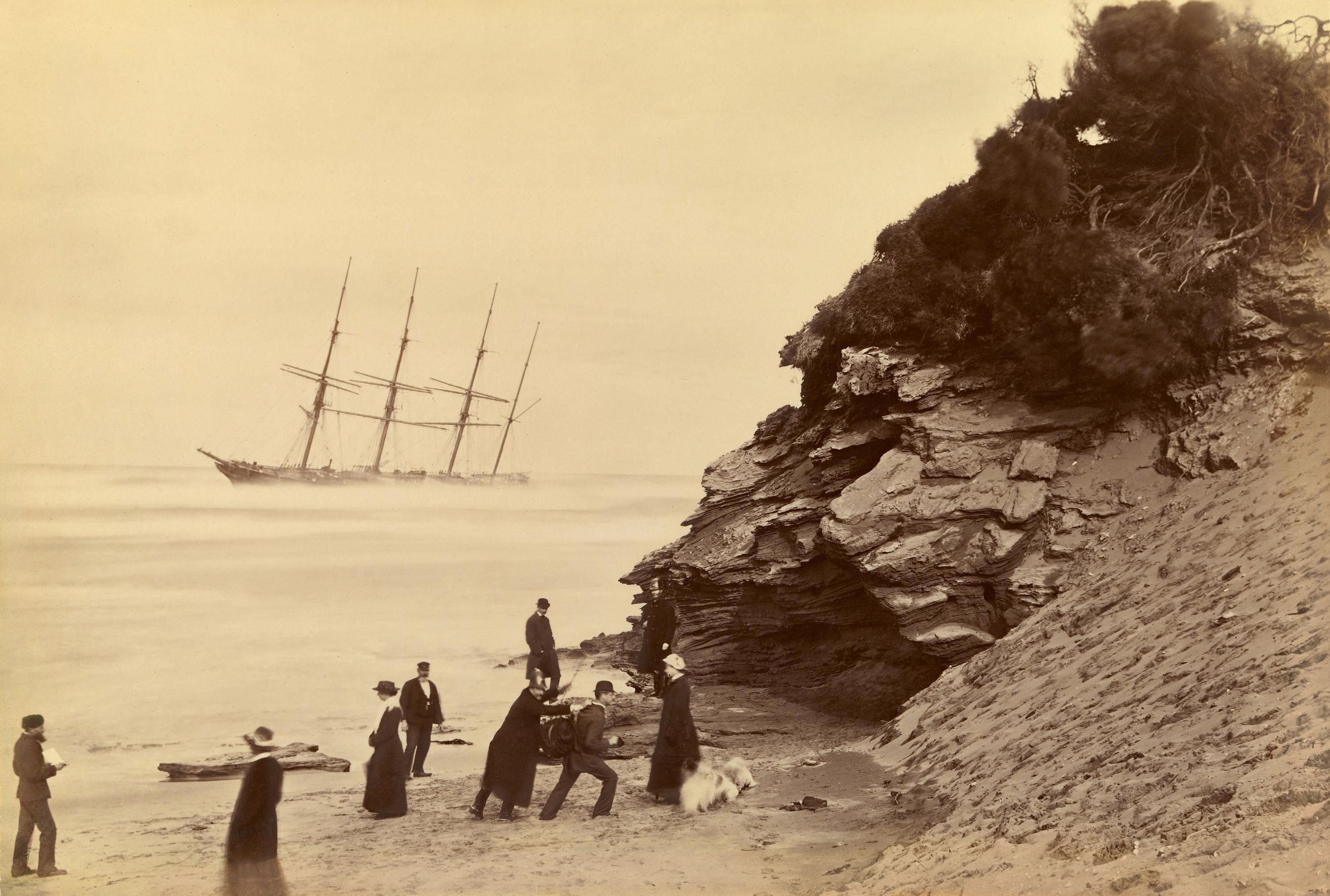
Vrak lodi George Roper, Point Lonsdale (1883)

Dne 15. února 1888 Kruger zemřel na zánět pobřišnice (zánět břišní stěny a orgánů). Velké sbírky jeho práce byly vystaveny v National Gallery of Victoria.

## Projekty a výstavy
Krugerova práce byla vystavována po celém světě. Jedním z jeho nejznámějších děl byla úplně první skupinová fotografie domorodého kriketového týmu pořízená v roce 1866, toto dílo bylo pojmenováno „Aboriginal Cricketers of Coranderrk“. Ve svém studiu také pořídil portréty tří manažerů domorodého kriketového týmu.
Kruger se soustředil na krajinářské fotografie, jejichž obsáhlá výstava Fred Kruger: Intimate Landscapes se konala v Ian Potter Centre: NGV Australia od 4. února do 8. července 2012 a obsahovala více než 100 výtisků známých měst, budov a ulic podobných viktoriánským; Esplanade v Queenscliff, Point Lonsdale a You Yangs, mimo jiné v okolí Victorie. Krugerovy rozsáhlé, ale bohatě detailní snímky poskytují vizuální data o sociálních a politických standardech Victorie od poloviny až do konce 19. století. Tato sbírka obrazů ukazuje, jak Evropané měnili životní prostředí tím, že vložili svou kulturu, a zároveň si zachovali pocit malebnosti přírody.

## Ocenění
- 1872 Vídeňská výstava v Rakousku: Zlatá medaile
- 1876 Výstava stého výročí Philadelphie, zlatá medaile
- 1879 Geelong Průmyslová a juvenilní výstava
- 1880 Geelong Průmyslová a juvenilní výstava
- 1880 Mezinárodní výstava v Melbourne
- 1886 Koloniální a indická výstava[14]

## Galerie

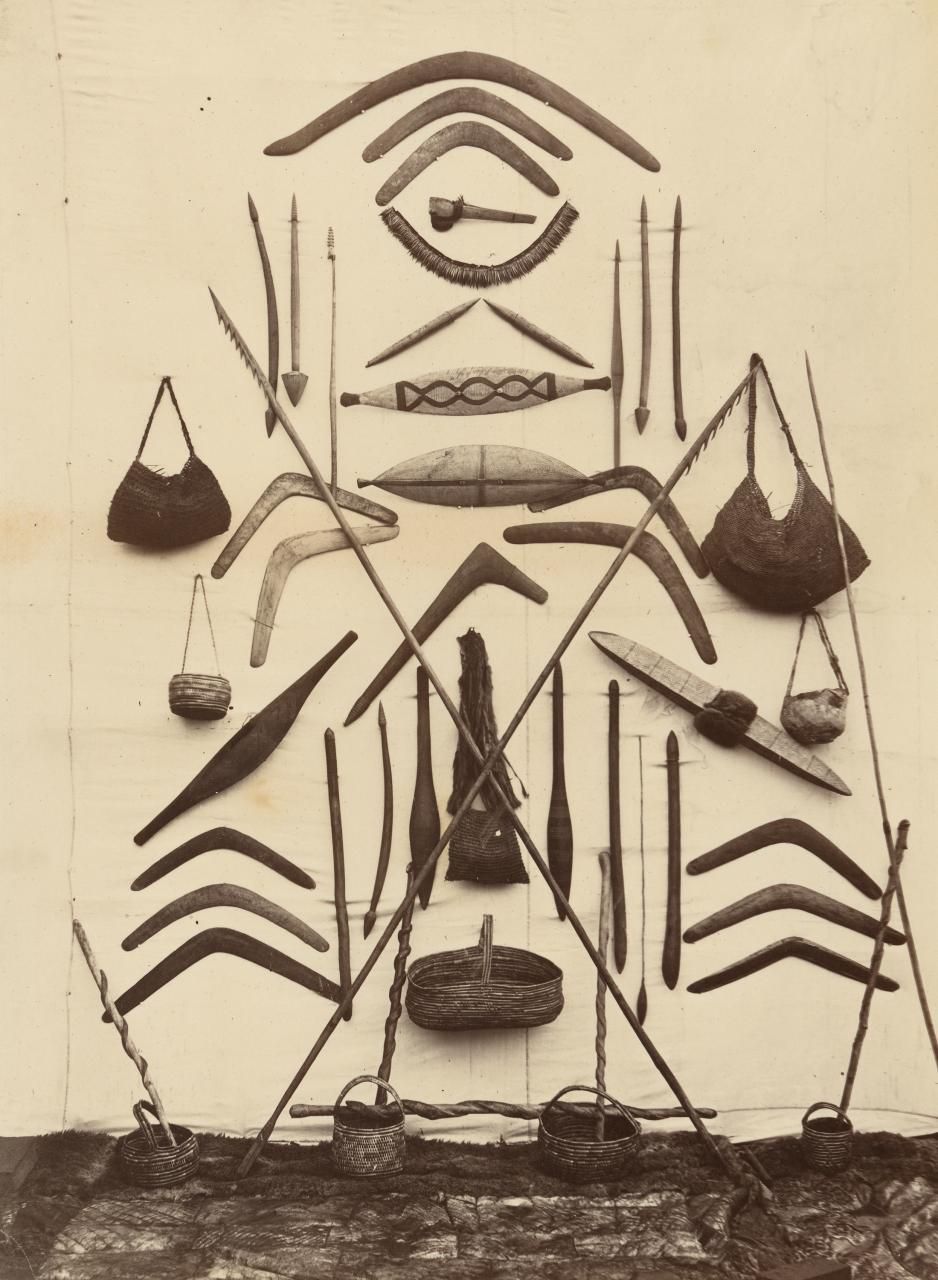
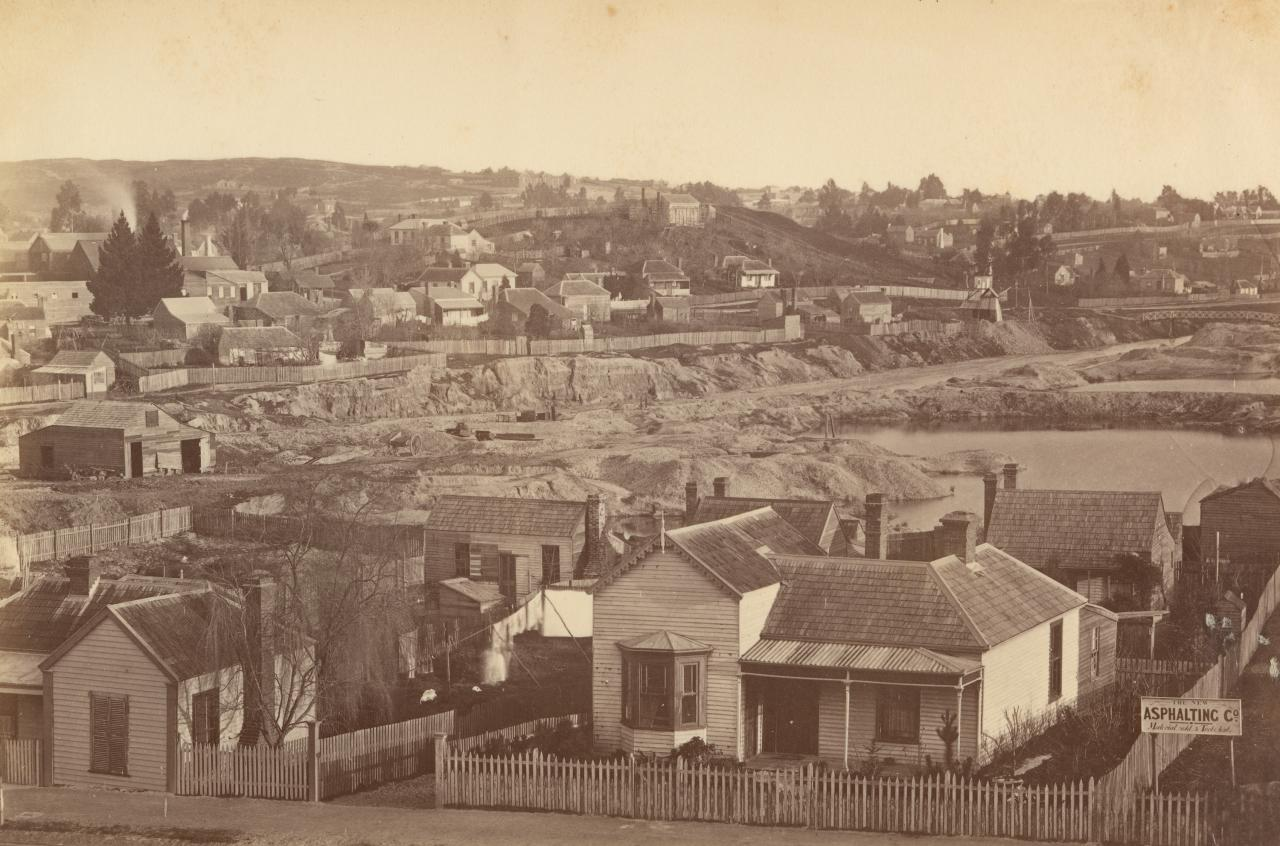